# シーエムシー出版
株式会社シーエムシー出版（シーエムシーしゅっぱん、CMC Publishing Co.,Ltd.）は、日本の出版社。化学・電子工学などの専門書を中心に出版する。最近では書籍の執筆者を講師に招いたセミナーも開催する。日本書籍出版協会に加盟。

## 主な出版物
- 専門書(テクニカルレポート) - ファインケミカルやエレクトロニクス関係を中心とした理工書や市場動向に関する書籍。読者層は化学関係が41%、電気・電子関係が14%を占めている[1]。
- 普及版(テクニカルライブラリー) - 過去に発行したレポートをお求めやすい価格で提供している書籍。内容は当時のままであり加筆・訂正などの変更はされていない。
- 一般書 - 主に化学やエレクトロニクスに関する一般書や入門書、児童書。
- 定期刊行物 - 月刊ファインケミカル、月刊機能材料、月刊BIOINDUSTRY、内外化学品資料、月刊ECOINDUSTRY(休刊)
- 事典・年鑑 - ファインケミカル年鑑、エコインダストリー年鑑(休刊)